# Nikki Galrani
Nikki Galrani est une actrice de film indien, mannequin et créatrice de mode qui travaille principalement en Malayalam, Tamoul mais aussi en Kannada et en Télougou,,. 

## Carrière
Ses premiers films à succès sont en malayalam (1983 en 2014, Vellimoonga en 2014) et en tamoul (Darling, film d'horreur, en 2015). Les médias parlent de Galrani comme le Darling (chouchou) du cinéma tamoul,. Elle a commencé sa carrière dans l'industrie du film en Inde du Sud en tant que meilleure actrice, et elle est récipiendaire de plusieurs prix,. Le Kochi Times l'a placée cinquième dans sa liste des « 25 femmes les plus désirables de l'année 2015 ».
En 2016, McAfee Intel Sécurity décrit Galrani comme la célébrité la plus recherchée du cinéma tamoul,,.

## Filmographie
| Année | Film                           | Role                   | Langue    | Notes |
| ----- | ------------------------------ | ---------------------- | --------- | ----- |
| 2014  | 1983                           | Manjula Sasidharan     | Malayalam |       |
| 2014  | Ohm Shanthi Oshaana            | Thennal K Warrier      | Malayalam | Caméo |
| 2014  | Ajith                          | Charulatha             | Kannada   |       |
| 2014  | Jamboo Savari                  | Purvi                  | Kannada   |       |
| 2014  | Vellimoonga                    | Lisa                   | Malayalam |       |
| 2015  | Darling                        | Nisha                  | Tamoul    |       |
| 2015  | Ivan Maryadaraman              | Krishnendu             | Malayalam |       |
| 2015  | Siddhartha                     | Anju                   | Kannada   | Caméo |
| 2015  | Oru Second Class Yathra        | Lakshmi                | Malayalam |       |
| 2015  | Yagavarayinum Naa Kaakka       | Kayal                  | Tamoul    |       |
| 2015  | Rudra Simhasanam               | Thamburatti Haimavathy | Malayalam |       |
| 2015  | Rajamma @ Yahoo                | Sherin                 | Malayalam |       |
| 2016  | Krishnashtami                  | Pallavi                | Télougou  |       |
| 2016  | Malupu                         | Kayal                  | Télougou  |       |
| 2016  | Ko 2                           | Priya Dharshini        | Tamoul    |       |
| 2016  | Velainu Vandhutta Vellaikaaran | Archana                | Tamoul    |       |
| 2016  | Shajahanum Pareekuttiyum       | Thresiama Punnoose     | Malayalam | Caméo |
| 2016  | Kadavul Irukaan Kumaru         | Priya                  | Tamoul    |       |
| 2017  | Motta Shiva Ketta Shiva        | Jaanu                  | Tamoul    |       |
| 2017  | Maragadha Naanayam             | Chanakaya              | Tamoul    |       |
| 2017  | Team 5                         | Nancy                  | Malayalam |       |
| 2017  | Neruppu Da                     | Vasumathi              | Tamoul    |       |
| 2017  | Hara Hara Mahadevaki           | Ramya                  | Tamoul    |       |
| 2018  | Kalakalappu 2                  | Aishwarya              | Tamoul    |       |
| 2018  | Pakka                          | Rajini Radha           | Tamoul    |       |
| 2018  | O Premave                      | Anjali                 | Kannada   |       |
| 2019  | Charlie Chaplin 2              | Sara                   | Tamoul    |       |
| 2019  | Dev                            | Krithika               | Tamoul    | Caméo |
| 2019  | Kee                            | Diya                   | Tamoul    |       |
| 2020  | Dhamaka                        | Annie                  | Malayalam |       |
| 2021  | Raajavamsam                    | Gayathri               | Tamoul    |       |

## Awards
| Année | Award                                            | Catégorie                                    | Film    |
| ----- | ------------------------------------------------ | -------------------------------------------- | ------- |
| 2014  | 17th Asianet Film Awards                         | Meilleure nouvelle visage de l'année - Femme | 1983    |
| 2014  | Vanitha Film Awards                              | Meilleure actrice débutante                  | 1983    |
| 2014  | 62nd Filmfare Awards South                       | Meilleur début féminin – Malayalam           | 1983    |
| 2014  | 4th (en) South Indian International Movie Awards | Meilleure début actrice - Malayalam          | 1983    |
| 2014  | Kerala Film Critics Association Awards           | Actrice à venir                              | 1983    |
| 2015  | Edison Awards                                    | Meilleure début actrice                      | Darling |